# Onthophagus hirsutulus
Onthophagus hirsutulus là một loài bọ cánh cứng trong họ Bọ hung (Scarabaeidae).